# Saloma
Saloma (1935-1983) était une actrice, chanteuse et danseuse malaisienne de renom. Née en 1935, elle était l'épouse de P. Ramlee, une autre grande figure du cinéma malaisien. Elle a joué dans de nombreux films à succès en collaboration avec son mari, contribuant ainsi à l'âge d'or du cinéma malaisien. En 1978, le gouvernement malaisien lui a décerné le prix Kecapi en tant qu'Oiseau Chanteur National.
Saloma est décédée le 25 avril 1983, à l'âge de 48 ans. Elle est apparue sur le doodle de Google en 2020.